# 桜井秀
桜井 秀（さくらい しげる、1885年9月4日 - 1942年12月13日）は、日本の風俗史家。
東京都出身。国学院卒。1906年、関保之助・宮本勢助らと、風俗史の研究会を結成。1928年「平安朝女装ノ史的研究」で京都帝国大学文学博士。東京帝国大学史料編纂所員、宮内省図書寮御用掛など。日本女子大学でも教えた。
「俗信」という単語を初めて使用した研究者の1人と見られる（鈴木棠三 『日本俗信辞典 動物編』 角川ソフィア文庫 2020年 p.29.）。

## 著書
- 『即位大嘗典礼史要』博育堂、1915年
- 『日本服飾史』雄山閣、1924年
- 『総合日本史体系 第4巻　平安朝 下』内外書籍 のち国書刊行会、1926年
- 『風俗史の研究』宝文館、1929年
- 『時代と風俗』宝文館、1931年
- 『日本食物史』足立勇共著、雄山閣、1934年
- 『日本風俗史概説 生活史篇』明治書院、1950年
- 『微風呼ぶ街 歌集』桜井つね共著、歌帖社、1968年、歌帖叢書